# Happy-end
Un happy-end („final fericit”) este finalul unei opere de ficțiune în care totul se termină cu bine pentru protagoniști, pentru apropiații lor și pentru aproape toată lumea, cu excepția răufăcătorilor.
În poveștile în care protagoniștii trec printr-un pericol fizic happy-endul constă în principal în supraviețuirea lor și în finalizarea cu succes a acțiunii sau misiunii; în cazul în care nu există nici un pericol fizic, un happy-end poate fi reprezentat de împărtășirea dragostei de către protagoniști în ciuda diferiților factori care ar fi putut-o împiedica. Un număr considerabil de povești combină ambele situații. În versiunea lui Steven Spielberg a Războiului Lumilor, finalul fericit constă din trei elemente distincte: toți protagoniștii supraviețuiesc nenumăratelor pericole ale călătoriei lor, omenirea în ansamblu supraviețuiește invaziei extraterestre și tatăl protagonist recâștigă respectul copiilor lui înstrăinați. Intriga este astfel construită încât toate trei elemente sunt necesare pentru ca publicul să aibă un sentiment de satisfacție la final. 
Un final fericit este rezumat prin fraza standard de încheiere a unui basm: „până la adânci bătrâneți” sau „și au trăit fericiți până la adânci bătrâneți”. (O mie și una de nopți a mai reținut formula „au trăit fericiți până când a venit la ei Cea care distruge fericirea” (adică Moartea); de asemenea, versiunile ruse ale basmelor se încheie, de obicei, cu „au trăit ani mulți și fericiți și au murit împreună în aceeași zi”.) Finalurile fericite îi mulțumesc pe cititori sau pe spectatori atunci când personajele pe care el sau ea le simpatizează sunt răsplătite. Cu toate acestea, acest lucru poate servi, de asemenea, ca o cale deschisă pentru o posibilă continuare. De exemplu, în filmul Războiul stelelor (1977), Luke Skywalker învinge Imperiul Galactic prin distrugerea Stelei Morții; cu toate acestea, finalul fericit al poveștii are consecințe care sunt prezentate în Imperiul contraatacă.

## Exemple

### William Shakespeare
Prezența unui final fericit este unul dintre punctele-cheie care deosebește melodrama de tragedie. În anumite perioade, finalurile tragediilor tradiționale precum Macbeth sau Oedip rege, în care majoritatea personajelor principale mureau, erau desfigurate sau sufereau eșecuri, au fost dezaprobate activ de public. În secolul al XVII-lea, autorul irlandez Nahum Tate a căutat să îmbunătățească Regele Lear al lui William Shakespeare într-o versiune proprie puternic modificată, în care Lear supraviețuiește, iar Cordelia se căsătorește cu Edgar. Versiunea lui Tate a fost jucată timp de un secol și jumătate, timp în care versiunea originală a lui Shakespeare a fost aproape uitată. Chiar dacă au păstrat o parte din textul original al lui Shakespeare, David Garrick și John Philip Kemble au păstrat finalul fericit al lui Tate. Edmund Kean l-a interpretat pe Regele Lear în 1823 în versiunea cu final tragic, dar nu a avut succes și a revenit la versiunea lui Tate, pe care o dorea mulțimea, după numai trei spectacole. Abia în 1838 William Macready a reluat cu succes la Covent Garden versiunea originală a lui Shakespeare sfârșitul tragic – apariția finală a lui Helen Faucit în rolul Cordeliei, moartă în brațele tatălui ei, a devenit una dintre cele mai emblematice imagini victoriene, iar finalul tragic al piesei a fost în cele din urmă acceptat de publicul larg. Criticii ulteriori nu au mai considerat adăugirile lui Tate ca îmbunătățiri și au salutat rejucarea versiunii originale a lui Shakespeare. Au mai fost stabilite, de asemenea, finaluri fericite – tot fără un succes de durată – pentru Romeo și Julieta și Othello. 
Nu există o definiție unanim acceptată a ceea ce este un final fericit; astfel de definiții pot varia considerabil de la o perioadă de timp la alta și în funcție de diferențele culturale. Convertirea forțată la creștinism a lui Shylock în Neguțătorul din Veneția a fost considerată, în opinia unor critici, un final fericit. În calitate de creștin, Shylock nu mai putea impune dobândă și se încheia astfel rivalitatea dintre el și Antonio, dar, mai important, publicul contemporan considera convertirea lui la creștinism un mijloc de a-și salva sufletul (cf. Romani 11:15). În perioada următoare, evreii (și adversarii neevrei ai antisemitismului) au considerat acel final ca reprezentând o victorie a nedreptății și a opresiunii și ca o întărire a prejudecăților publicului.

### Don Juan
Cele mai multe interpretări ale legendei lui Don Juan se termină cu trimiterea protagonistului în Iad, ca răsplată pentru numeroasele sale păcate (ca, de exemplu, finalul lui Don Giovanni de Mozart). Cu toate acestea, José Zorrilla - a cărui piesă Don Juan Tenorio (1844) este versiunea cea mai cunoscută în lumea vorbitoare de limba spaniolă - credea că o poveste nu ar trebui să se termine niciodată trist și că trebuie să aibă întotdeauna un final fericit. În reprezentarea lui Zorrilla, Don Juan este salvat în ultimul moment din flăcările Iadului de dragostea altruistă pură a Doñei Inés, o femeie pe care el a necinstit-o, dar care l-a iertat; ea a făcut o înțelegere cu Dumnezeu pentru a-i oferi sufletul propriu neprihănit în schimbul sufletului lui Don Juan - astfel l-a mântuit pe Don Juan și l-a luat cu ea în Paradis.

### Alte opere literare
O recenzie din ziarul Times a cărții The Spy Who Came in from the Cold îl critica puternic pe autorul John le Carré pentru incapacitatea de a oferi un final fericit și oferea mai multe motive (împărtășite de alții) pentru care un astfel de final era necesar: „Eroul trebuie să triumfe asupra dușmanilor săi, așa cum Jack trebuie să-l omoare pe gigant în basm. Dacă gigantul l-ar ucide pe Jack, am pierde sensul poveștii”.
George Bernard Shaw a trebuit să ducă o luptă grea împotriva publicului care, la fel ca și unii critici, au solicitat insistent ca piesa Pigmalion să aibă un final fericit prin căsătoria profesorului Higgins cu Eliza Doolitle. Spre marele necaz al lui Shaw, Herbert Beerbohm Tree care a reprezentat piesa într-un teatru din West End în 1914 a îndulcit finalul și i-a spus lui Shaw: „Finalul meu aduce bani; ar trebui să fii recunoscător. Finalul tău este condamnabil; ar trebui să fii împușcat.” Iritat, Shaw a adăugat un eseu post-scriptum, „What Happened Afterwards”, în ediția tipărită din 1916, pentru a fi inclus în edițiile ulterioare, în care a explicat exact de ce, în opinia sa, era imposibil ca povestea sa se termine cu căsătoria lui Higgins și a Elizei. Cu toate acestea, publicul a continuat să dorească un final fericit pentru adaptările ulterioare precum musicalul și filmul My Fair Lady.

### Filme de la Hollywood

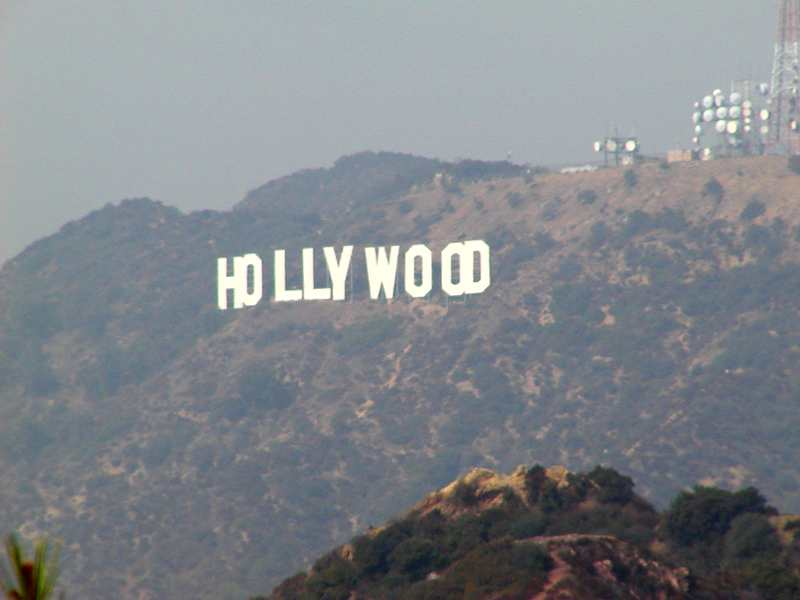
Însemnul hollywoodian

În numeroase cazuri, studiourile cinematografice de la Hollywood care au adaptat o operă literară într-un film i-au adăugat un final fericit care nu exista în materialul originar. 
- Romanul Frankenstein (1818) al lui Mary Shelley se încheie cu moartea lui Victor Frankenstein și a lui Elizabeth Lavenza. În ecranizarea din 1931 ei supraviețuiesc și se căsătoresc.
- Romanul African Queen (1935) al lui C.S. Forester prezintă un cuplu britanic, rămas blocat în Africa în timpul Primului Război Mondial, care plănuiește să scufunde o canonieră germană; ei declanșează o luptă, cu un efort imens, dar misiunea lor se încheie în ultimul moment, devenind inutilă. În ecranizarea din 1951 misiunea lor are succes și ei apucă să vadă scufundarea navei germane, fiind salvați astfel în ultimul moment înainte de a fi spânzurați de germani.
- Nuvela Mic dejun la Tiffany (1958) a lui Truman Capote se încheie cu personajul principal, Holly Golightly, urmându-și propriul drum și dispărând din viața protagonistului masculin. În ecranizarea din 1961 ea acceptă în cele din urmă dragostea pe care el i-oferă și filmul se termină cu o îmbrățișare fierbinte pe o ploaie torențială.
- Basmul Mica sirenă a lui Hans Christian Andersen se termină cu sacrificiul nobil al protagonistei sirene ce refuză să-l ucidă pe prințul ei iubit care s-a căsătorit cu o altă femeie. În adaptarea disneyană din 1989 sirena devine ființă umană și se căsătorește cu prințul. Disney a lansat ulterior o continuare, evident imposibilă pentru basmul original al lui Andersen original, care s-a concentrat asupra copilului născut din acea căsătorie.